# Jorge Saravia
Jorge Saravia Garassini (1 de mayo de 1958) es un político uruguayo integrante del Partido Nacional, que entre 2004 y 2011 fue legislador del Frente Amplio.

## Biografía
Proveniente de una histórica familia nacionalista uruguaya, en 2004 junto con un grupo llamado "Columna Blanca" (integrado también por Jorge Coronel, Rubén Martínez Huelmo y otros políticos nacionalistas) se separan del Partido Nacional para sumarse al Espacio 609. Es electo senador en las elecciones de 2004.
Posteriormente al incluir a líderes del partido Colorado, rediseña su espacio político bautizándolo "Participación Masoller". Fue reelecto senador en las elecciones de 2009.

### Alejamiento del Frente Amplio
El 30 de marzo de 2011, luego de una serie de desavenencias que comenzaron en el año 2009, el Espacio 609 (alianza política en la cual el MPP tiene un peso preponderante), resolvió que Jorge Saravia ya no integraba sus filas porque sus actitudes lo llevaron a "autoexcluirse". Por su parte Saravia afirmó que fue expulsado de dicho espacio político.
Ese mismo día confirmó que estaba negociando junto al senador blanco Eber Da Rosa y otros dirigente de diferentes sectores blancos, frentistas y colorados la conformación de un espacio "republicano federal", y que su alejamiento del Frente Amplio se debe a "diferencias programáticas y en el presupuesto". Posteriormente confirmó que este "espacio republicano" estaría incluido en el Partido Nacional.
El 23 de junio de 2011 Saravia confirmó que su agrupación tendría una reunión el 26 de ese mes en la que formalizaría su alejamiento del Frente Amplio. Asimismo el senador afirmó que no entregaría la banca, lo cual fue criticado desde el oficialismo.

### Retorno al Partido Nacional
Luego de un breve período en el que se declaró independiente, Saravia anunció que tras abandonar el Frente Amplio, regresó al Partido Nacional. Dentro de este partido fundó junto con otros dirigentes blancos la Concertación Republicana Nacional.
Saravia organizó una cabalgata en oposición al proyecto Aratirí de minería a cielo abierto.
Ya desde poco después de su retorno a tiendas nacionalistas, se especulaba con que Saravia fuera uno de los precandidatos blancos para las elecciones de 2014. Finalmente, en enero de 2013 oficializó su postulación., si bien la descartó en febrero del 2014 para adherirse al sector de Luis Alberto Lacalle Pou.